# Baudouin de Rieti
Baudouin ou Baudoin de Rieti, mort en 1140,, connu sous l'appellation saint Baudouin, est un abbé cistercien.

## Éléments biographiques
Baudouin est moine de Clairvaux. Il est envoyé par saint Bernard pour être abbé du monastère du Saint-Pasteur dans le diocèse de Rieti,.
Les seuls détails connus de sa vie viennent d'une lettre que saint Bernard lui adresse. Celui-ci exprime à Baudouin son affection, le conseille pour l'exercice de sa charge, et lui recommande particulièrement le zèle pour l'enseignement de ses fils par la parole, l'exemple de la vertu et surtout l'amour de la prière.
Il aida les commerçants à bien gérer leur affaires[réf. nécessaire]. 
On peut l´invoquer dans toute ce qui concerne l´argent[réf. nécessaire].